# Люя
Люя — река в России, протекает в Кировской области. Устье реки находится в 225 км по левому берегу реки Большая Кокшага. Длина реки — 26 км, площадь водосборного бассейна — 141 км².
Исток реки у деревни Верхняя Люя в 21 км к юго-западу от Яранска. Исток находится неподалёку от истока Шундыша, здесь проходит водораздел между бассейнами Вятки и Большой Кокшаги. Река течёт на юго-запад, протекает деревни Большая Люя, Шудумдары, Смотрино. Притоки — Аржемазг, Памка (левые); Чернушка (правый). Впадает в Большую Кокшагу ниже села Цекеево.

## Данные водного реестра
По данным государственного водного реестра России относится к Верхневолжскому бассейновому округу, водохозяйственный участок реки — Волга от Чебоксарского гидроузла до города Казань, без рек Свияга и Цивиль, речной подбассейн реки — Волга от впадения Оки до Куйбышевского водохранилища (без бассейна Суры). Речной бассейн реки — (Верхняя) Волга до Куйбышевского водохранилища (без бассейна Оки).
Код объекта в государственном водном реестре — 08010400712112100000596.